# Morti il 15 gennaio
| Questa pagina contiene informazioni ricavate automaticamente dalle voci biografiche con l'ausilio del template Bio e di un bot. L'aggiornamento è periodico e automatico e ricostruisce completamente la pagina. Se manca una persona in questa lista, sei pregato di non aggiungerla, ma accertati piuttosto che la sua voce biografica contenga il template Bio e che i dati anagrafici siano correttamente compilati. Se il template Bio manca, inseriscilo tu stesso o, in alternativa, metti l'avviso {{tmp\|Bio}} che ne segnala la mancanza. Se i dati riportati sono sbagliati, correggi direttamente la voce biografica; le modifiche saranno visibili in questa lista entro pochi giorni. Per chiarimenti vedi il progetto biografie. La lista contiene solo le 559 persone che sono citate nell'enciclopedia e per le quali è stato implementato correttamente il template Bio. Pagina aggiornata al 17 ago 2025. |

## I secolo(3)
- 69 - Galba, imperatore romano (n. 3 a.C.)
- 69 - Lucio Calpurnio Pisone Liciniano, nobile romano (n. 38)
- 69 - Tito Vinio, politico e militare romano (n. 12)

## IV secolo(1)
- 303 - Sant'Efisio, santo romano (n. 250)

## VI secolo(1)
- 536 - Ankan, imperatore giapponese (n. 466)

## IX secolo(1)
- 849 - Teofilatto, nobile bizantino

## X secolo(2)
- 936 - Rodolfo di Francia, nobile franco (n. 890)
- 980 - Bertoldo di Schweinfurt, nobile tedesco (n. 926)

## XI secolo(2)
- 1033 - Dudone, vescovo italiano
- 1060 - Al-Basasiri, militare turco

## XII secolo(3)
- 1148 - Rinaldo III di Borgogna, francese
- 1149 - Berengaria di Barcellona, regina (n. 1116)
- 1151 - Elia II del Maine, conte

## XIII secolo(3)
- 1204 - Gerald FitzMaurice, I signore di Offaly, nobile irlandese
- 1249 - Arcimbaldo IX di Borbone, nobile
- 1299 - Guido II da Correggio, politico italiano (n. 1225)

## XIV secolo(3)
- 1304 - Giacomo l'Elemosiniere, beato italiano
- 1323 - Nicolas Caignet de Fréauville, cardinale francese (n. 1250)
- 1324 - Angelo da Gualdo Tadino, monaco cristiano italiano (n. 1270)

## XV secolo(2)
- 1422 - Carlotta di Borbone, sovrana francese (n. 1388)
- 1477 - Adriana di Nassau-Dillenburg, nobile tedesca (n. 1449)

## XVI secolo(10)
- 1522 - Ventura Vitoni, architetto italiano (n. 1442)
- 1525 - Pietro Dolfin, abate, umanista e teologo italiano (n. 1444)
- 1537 - Íñigo López de Mendoza y Zúñiga, cardinale e arcivescovo cattolico spagnolo (n. 1498)
- 1547 - Mahmud Shah II di Kedah, sovrano malese
- 1568 - Nicolaus Olahus, arcivescovo cattolico e alchimista ungherese (n. 1493)
- 1569 - Catherine Carey, nobile (n. 1524)
- 1576 - Arima Yoshisada, militare giapponese (n. 1521)
- 1584 - Guarnero Trotti, vescovo cattolico italiano (n. 1540)
- 1597 - Juan de Herrera, architetto e matematico spagnolo (n. 1530)
- 1599 - Guido Pepoli, cardinale italiano (n. 1560)

## XVII secolo(15)
- 1614 - Giordano Gonzaga, nobile (n. 1553)
- 1615 - Virginia de' Medici, nobile italiana (n. 1568)
- 1623 - Leonardo Lessio, teologo olandese (n. 1554)
- 1623 - Paolo Sarpi, teologo, storico e scienziato italiano (n. 1552)
- 1625 - Adriano Politi, umanista e traduttore italiano (n. 1542)
- 1644 - Fabrizio Stella, giurista e avvocato italiano (n. 1565)
- 1648 - Francesco Fernández de Capillas, presbitero spagnolo (n. 1607)
- 1659 - Giuliana d'Assia-Darmstadt, nobile (n. 1606)
- 1668 - Johannes Goedaert, incisore, pittore e naturalista olandese (n. 1617)
- 1671 - Johann Christoph Storer, pittore e incisore tedesco (n. 1611)
- 1673 - Anne-Marie Martel, religiosa francese (n. 1644)
- 1684 - Alvise Contarini, doge (n. 1601)
- 1684 - Caspar Netscher, pittore olandese (n. 1639)
- 1698 - Girolamo Borghesi, vescovo cattolico italiano (n. 1616)
- 1698 - Orazio Roberto Pucci, nobile italiano (n. 1625)

## XVIII secolo(20)
- 1716 - Louisa Berkeley, contessa di Berkeley, nobildonna inglese (n. 1694)
- 1724 - George Wheler, religioso, viaggiatore e scrittore inglese (n. 1651)
- 1737 - Giuseppe Renato Imperiali, cardinale e abate italiano (n. 1651)
- 1741 - Ramon Despuig, spagnolo (n. 1670)
- 1742 - Diana de Vere, nobildonna inglese (n. 1679)
- 1755 - Azzolino Bernardino della Ciaia, organista, clavicembalista e compositore italiano (n. 1671)
- 1759 - Giovanni Antonio Guadagni, cardinale e vescovo cattolico italiano (n. 1674)
- 1762 - Pëtr Ivanovič Šuvalov, politico russo (n. 1711)
- 1771 - Emanuele del Liechtenstein, principe (n. 1700)
- 1775 - Antal Bajtay, vescovo cattolico ungherese (n. 1717)
- 1778 - Claude-Louis de Saint-Germain, generale e politico francese (n. 1707)
- 1780 - Johann Rudolf Tschiffeli, agronomo svizzero (n. 1716)
- 1781 - Marianna Vittoria di Borbone-Spagna, spagnola (n. 1718)
- 1788 - Gaetano Latilla, compositore italiano (n. 1711)
- 1790 - Antonio Contestabili, pittore italiano (n. 1716)
- 1790 - John Landen, matematico inglese (n. 1719)
- 1795 - Vicente Tofiño de San Miguel, navigatore e cartografo spagnolo (n. 1732)
- 1795 - Frances Wyndham, nobildonna inglese (n. 1755)
- 1799 - Salvatore Branciforte, nobile, politico e militare italiano (n. 1727)
- 1800 - Giovanni Battista Pasinato, religioso, fisico e botanico italiano (n. 1739)

## XIX secolo(74)
- 1813 - Anton Bernolák, presbitero e linguista slovacco (n. 1762)
- 1815 - Giuseppe Manfredini, pittore italiano
- 1815 - Mademoiselle Raucourt, attrice teatrale francese (n. 1756)
- 1819 - Ludwig Guttenbrunn, pittore e incisore austriaco (n. 1750)
- 1819 - Johann Jacob Roemer, botanico e medico svizzero (n. 1763)
- 1824 - Francis Dundas, generale e politico britannico (n. 1759)
- 1825 - Heinrich Reinhold, pittore e incisore tedesco (n. 1788)
- 1827 - Policarpo di Gerusalemme, arcivescovo ortodosso greco
- 1831 - François-Antoine-Marie de Méan, arcivescovo cattolico belga (n. 1756)
- 1833 - Banastre Tarleton, generale e politico britannico (n. 1754)
- 1835 - Teresa Cabarrus, nobile francese (n. 1773)
- 1841 - Johann Jacob Friedrich Wilhelm Parrot, fisico, naturalista e alpinista tedesco (n. 1791)
- 1841 - Arend Friedrich August Wiegmann, zoologo tedesco (n. 1802)
- 1844 - Joseph Duncan, politico statunitense (n. 1794)
- 1845 - Giuseppe Di Brocchetti, generale e politico italiano (n. 1772)
- 1851 - Joanna Baillie, poetessa e drammaturga scozzese (n. 1762)
- 1851 - Jöns Svanberg, scienziato e religioso svedese (n. 1771)
- 1854 - Honoria Lawrence, scrittrice britannica (n. 1808)
- 1854 - Louis-Étienne Héricart de Thury, politico e scienziato francese (n. 1776)
- 1855 - Henri Braconnot, chimico francese (n. 1780)
- 1855 - Johann Ulrich Fitzi, pittore e illustratore svizzero (n. 1798)
- 1857 - August von Vécsey, militare austriaco (n. 1775)
- 1858 - Eugène-Joseph Parent, politico francese
- 1858 - Giuseppe Saverio Tulumello, nobile italiano (n. 1797)
- 1858 - Antoine Maurice Apollinaire d'Argout, politico francese (n. 1782)
- 1860 - Albert Denison, I barone Londesborough, politico, diplomatico e numismatico britannico (n. 1805)
- 1861 - Henry Heusken, diplomatico olandese (n. 1832)
- 1861 - Luigi Sacchi, fotografo italiano (n. 1805)
- 1865 - Edward Everett, politico statunitense (n. 1794)
- 1866 - Massimo d'Azeglio, politico, patriota e pittore italiano (n. 1798)
- 1866 - Rudolph von Auerswald, politico tedesco (n. 1795)
- 1867 - Alberto Parolini, botanico italiano (n. 1788)
- 1868 - Lucie Ingemann, pittrice danese (n. 1792)
- 1869 - Franz von Cordon, generale e politico austriaco (n. 1796)
- 1870 - Thomas Herbert Maddock, funzionario e politico britannico (n. 1792)
- 1871 - Armand-Pierre Caussin de Perceval, orientalista e lessicografo francese (n. 1795)
- 1873 - James Robinson, fantino britannico (n. 1794)
- 1874 - Charles Astor Bristed, scrittore statunitense (n. 1820)
- 1876 - Eliza Johnson, first lady statunitense (n. 1810)
- 1878 - Carlo Blasis, danzatore e coreografo italiano (n. 1795)
- 1878 - Anne-Édouard-Louis-Joseph de Montmorency, nobile francese (n. 1802)
- 1879 - Edward Matthew Ward, pittore inglese (n. 1816)
- 1880 - Carlo Felice Colonna Barberini, duca di Castelvecchio, nobile e militare italiano (n. 1817)
- 1880 - Nicola Spaccapietra, avvocato, magistrato e politico italiano (n. 1800)
- 1883 - William Nelson Pendleton, generale statunitense (n. 1809)
- 1883 - Karl Reimer, chimico tedesco (n. 1845)
- 1883 - Hermann Friedrich Stannius, entomologo, fisiologo e anatomista tedesco (n. 1808)
- 1884 - Gennaro Ruo, pittore italiano (n. 1812)
- 1885 - Vincenzo Favara, patriota e politico italiano (n. 1816)
- 1885 - Antoni Edward Odyniec, poeta e traduttore polacco (n. 1804)
- 1888 - Francesco Carrara, giurista e politico italiano (n. 1805)
- 1889 - Sarah Bagley, sindacalista e operaia statunitense (n. 1806)
- 1890 - Alfonso Barracco, politico e nobile italiano (n. 1810)
- 1890 - Lucia Xarate, messicana (n. 1864)
- 1891 - Antonio Brilla, scultore e pittore italiano (n. 1813)
- 1891 - John Wellborn Root, architetto statunitense (n. 1850)
- 1892 - Achille De Zigno, botanico, geologo e paleontologo italiano (n. 1813)
- 1892 - Bartolomeo Malfatti, geografo, storico e etnografo italiano (n. 1828)
- 1892 - Randolph Rogers, scultore statunitense (n. 1825)
- 1893 - Giusto Emanuele Garelli della Morea, politico italiano (n. 1821)
- 1893 - Fanny Kemble, attrice teatrale e scrittrice inglese (n. 1809)
- 1893 - Horace Smith, inventore e imprenditore statunitense (n. 1808)
- 1893 - Francesco Tozzoli, politico italiano (n. 1852)
- 1895 - Charlotte Bertie, nobildonna e scrittrice inglese (n. 1812)
- 1895 - Stephen Fowler Chadwick, politico statunitense (n. 1825)
- 1895 - Paolo Oss Mazzurana, imprenditore e politico austro-ungarico (n. 1833)
- 1895 - Vincenzo Sprovieri, avvocato, militare e politico italiano (n. 1823)
- 1896 - Mathew B. Brady, fotografo statunitense (n. 1822)
- 1896 - Carlo Negroni, politico, giornalista e letterato italiano (n. 1819)
- 1897 - John Crittenden Duval, scrittore statunitense (n. 1816)
- 1898 - Lucjan Malinowski, linguista polacco (n. 1839)
- 1898 - Alfonso Mathis, politico italiano (n. 1811)
- 1899 - Serafino Dubois, scacchista italiano (n. 1817)
- 1900 - Heinrich Franz Gaudenz von Rustige, pittore tedesco (n. 1810)

## XX secolo(254)
- 1902 - Alpheus Hyatt, zoologo e paleontologo statunitense (n. 1838)
- 1903 - Charles Gabet, drammaturgo e librettista francese (n. 1821)
- 1903 - Lucido Maria Parocchi, cardinale e arcivescovo cattolico italiano (n. 1833)
- 1904 - Eduard Lassen, compositore e direttore d'orchestra danese (n. 1830)
- 1905 - Gustav Ludwig, storico dell'arte, fotografo e medico tedesco (n. 1854)
- 1907 - Clémence de Grandval, pianista e compositrice francese (n. 1828)
- 1909 - Eva Bonnier, pittrice svedese (n. 1857)
- 1909 - Arnold Janssen, presbitero e missionario tedesco (n. 1837)
- 1909 - Ernest Reyer, compositore francese (n. 1823)
- 1911 - Carolina Coronado, scrittrice e attivista spagnola (n. 1820)
- 1912 - Bruno Mugellini, pianista, compositore e insegnante italiano (n. 1871)
- 1912 - Joseph Maria von Radowitz, diplomatico e politico tedesco (n. 1839)
- 1914 - Ellen Giles, giornalista, storico dell'arte e etnografa statunitense (n. 1874)
- 1914 - Friedrich Leo, filologo classico e latinista tedesco (n. 1851)
- 1914 - Feodosij Nikolaevič Černyšëv, geologo e paleontologo russo (n. 1856)
- 1915 - George Nares, navigatore britannico (n. 1831)
- 1916 - Modest Il'ič Čajkovskij, drammaturgo e librettista russo (n. 1850)
- 1916 - Luigi Crosio, pittore italiano (n. 1834)
- 1916 - Giovanni Lucchini, politico italiano (n. 1842)
- 1916 - Pavel Apollonovič Rovinskij, storico, slavista e etnografo russo (n. 1831)
- 1916 - Illarion Ivanovič Voroncov-Daškov, politico e militare russo (n. 1837)
- 1917 - Ben Warren, calciatore inglese (n. 1879)
- 1917 - Nikolaj Matveevič Čichačëv, ammiraglio russo (n. 1830)
- 1919 - Jérôme Eugène Coggia, astronomo francese (n. 1849)
- 1919 - Karl Liebknecht, politico e avvocato tedesco (n. 1871)
- 1919 - Rosa Luxemburg, filosofa, economista e politica polacca (n. 1871)
- 1920 - Dominatore Mainetti, imprenditore e politico italiano (n. 1861)
- 1922 - John Kirk, esploratore, medico e naturalista britannico (n. 1832)
- 1923 - Ernst Bessel Hagen, fisico tedesco (n. 1851)
- 1923 - Karl von Gareis, giurista tedesco (n. 1844)
- 1924 - Francis Greville, V conte di Warwick, nobile e politico britannico (n. 1853)
- 1925 - William Whitaker, chimico e geologo inglese (n. 1836)
- 1926 - Giambattista De Curtis, pittore e poeta italiano (n. 1860)
- 1926 - Louis Majorelle, ebanista e designer francese (n. 1859)
- 1926 - Enrico Toselli, compositore italiano (n. 1883)
- 1926 - Eugeniusz Zak, pittore polacco (n. 1884)
- 1927 - Dawid Janowski, scacchista polacco (n. 1868)
- 1928 - H. F. L. Meyer, compositore di scacchi tedesco (n. 1839)
- 1929 - Gerhard Munthe, pittore e illustratore norvegese (n. 1849)
- 1931 - Francesco Campogalliani, commediografo, attore e burattinaio italiano (n. 1870)
- 1932 - Peter Bryce, medico e scrittore canadese (n. 1853)
- 1932 - Pietro Delogu, giurista italiano (n. 1857)
- 1932 - Georg Kerschensteiner, pedagogista tedesco (n. 1854)
- 1934 - Hermann Bahr, scrittore, commediografo e critico teatrale austriaco (n. 1863)
- 1934 - Elena Aleksandrovna Smirnova, ballerina russa (n. 1888)
- 1934 - Hemsley Winfield, ballerino e coreografo statunitense (n. 1907)
- 1935 - Lucien Fugère, baritono francese (n. 1848)
- 1936 - Antonio Citterio, architetto italiano (n. 1853)
- 1936 - Henry Forster, I barone Forster, politico britannico (n. 1866)
- 1937 - Pietro Biginelli, chimico italiano (n. 1860)
- 1937 - Cesare Caravaglios, musicologo, direttore di banda e compositore italiano (n. 1893)
- 1937 - Josef Steinbach, tiratore di fune e sollevatore austriaco (n. 1879)
- 1938 - Hovhannes Kajaznuni, politico armeno (n. 1868)
- 1938 - Ricciardo Meacci, pittore italiano (n. 1856)
- 1938 - Rinaldo Piaggio, imprenditore italiano (n. 1864)
- 1939 - Carlo Fabrizio Parona, geologo e paleontologo italiano (n. 1855)
- 1940 - Gaudenzio Fantoli, ingegnere e politico italiano (n. 1867)
- 1940 - Vilis Plūdons, poeta lettone (n. 1874)
- 1940 - Otto Rippert, regista e attore tedesco (n. 1869)
- 1941 - Charles-Lucien Lépine, inventore e regista cinematografico francese (n. 1859)
- 1942 - Léon Marie Dufour, naturalista francese (n. 1861)
- 1942 - Khengarji III, principe indiano (n. 1866)
- 1942 - Domenico Monleone, compositore e direttore d'orchestra italiano (n. 1875)
- 1943 - Bruno Strappini, calciatore italiano (n. 1914)
- 1944 - Mario Cobianchi, aviatore italiano (n. 1885)
- 1944 - Silvio Crespi, imprenditore, inventore e politico italiano (n. 1868)
- 1944 - Georg Köhl, calciatore tedesco (n. 1910)
- 1944 - Giuseppe Loretz, ciclista su strada italiano (n. 1860)
- 1944 - Zinaida Portnova, partigiana sovietica (n. 1926)
- 1945 - Luigi Cicconetti, militare e politico italiano (n. 1868)
- 1945 - Luigi Ercoli, partigiano italiano (n. 1919)
- 1945 - Max Guedj, militare e aviatore francese (n. 1913)
- 1945 - Kornél Havasi, scacchista ungherese (n. 1892)
- 1945 - Antonio Olearo, partigiano e operaio italiano (n. 1921)
- 1945 - Attilio Rizzo, partigiano italiano (n. 1891)
- 1945 - Wilhelm Wirtinger, matematico austriaco (n. 1865)
- 1946 - Francesco Venturelli, presbitero italiano (n. 1888)
- 1947 - Georg Carl Amdrup, esploratore danese (n. 1866)
- 1947 - Umberto Gnoli, storico dell'arte e museologo italiano (n. 1878)
- 1947 - Archibald Leslie-Melville, XIII conte di Leven, ufficiale e politico scozzese (n. 1890)
- 1947 - Elizabeth Short, statunitense (n. 1924)
- 1947 - Richard Waldemar, attore austriaco (n. 1870)
- 1948 - Josephus Daniels, politico e editore statunitense (n. 1862)
- 1948 - Henri-Alexandre Deslandres, astronomo francese (n. 1853)
- 1949 - Pompeo Aloisi, ammiraglio, agente segreto e diplomatico italiano (n. 1875)
- 1949 - Engelberto Maria d'Arenberg, nobile e imprenditore belga (n. 1872)
- 1949 - Guido Asinari di San Marzano, politico italiano (n. 1874)
- 1949 - Jakob Künzler, missionario, chirurgo e filantropo svizzero (n. 1871)
- 1949 - Urho Lehtovaara, militare e aviatore finlandese (n. 1917)
- 1949 - Charles Ponzi, truffatore italiano (n. 1882)
- 1950 - Henry Arnold, generale statunitense (n. 1886)
- 1950 - Tommy Cook, calciatore, allenatore di calcio e crickettista inglese (n. 1901)
- 1950 - George Livingstone, calciatore e allenatore di calcio scozzese (n. 1876)
- 1951 - Amy Carmichael, missionaria e scrittrice britannica (n. 1867)
- 1951 - Ekaterina Pavlovna Korčagina-Aleksandrovskaja, attrice russa (n. 1874)
- 1952 - Francisco Blanco Nájera, vescovo cattolico spagnolo (n. 1889)
- 1952 - Giuseppe Guastalla, scultore italiano (n. 1867)
- 1952 - Achille Luciano Mauzan, pubblicitario, illustratore e pittore francese (n. 1883)
- 1953 - Urbici Soler i Manonelles, scultore spagnolo (n. 1890)
- 1954 - Alberto Albertini, giornalista e scrittore italiano (n. 1879)
- 1955 - Johannes Baader, architetto, scrittore e artista tedesco (n. 1875)
- 1955 - Titu Liviu Chinezu, vescovo cattolico rumeno (n. 1904)
- 1955 - Louis Nathaniel von Rothschild, banchiere austriaco (n. 1882)
- 1955 - Isak Samokovlija, scrittore bosniaco (n. 1889)
- 1955 - Yves Tanguy, pittore francese (n. 1900)
- 1956 - Pál Simon, velocista ungherese (n. 1891)
- 1957 - Red Dunn, giocatore di football americano statunitense (n. 1901)
- 1957 - Eugenio Guerrieri, astronomo italiano (n. 1874)
- 1958 - Egidio Negrin, arcivescovo cattolico italiano (n. 1907)
- 1958 - Evgenij L'vovič Švarc, scrittore e sceneggiatore sovietico (n. 1896)
- 1959 - Benvenuto Benvenuti, pittore italiano (n. 1881)
- 1960 - Rosario Assanti, generale italiano (n. 1884)
- 1960 - Arthur Lord, golfista statunitense (n. 1868)
- 1961 - Natale Bosco, ciclista su strada italiano (n. 1891)
- 1961 - Albert Oldman, pugile britannico (n. 1883)
- 1962 - Hanna Berger, danzatrice, coreografa e insegnante austriaca (n. 1910)
- 1962 - Kenneth MacKenna, attore e regista statunitense (n. 1899)
- 1962 - Yos Sudarso, militare indonesiano (n. 1925)
- 1962 - Shenton Thomas, politico britannico (n. 1879)
- 1962 - Angiolo Vannetti, scultore italiano (n. 1881)
- 1963 - Cesare Fantoni, attore e doppiatore italiano (n. 1902)
- 1963 - Bernardino Re, vescovo cattolico e poeta italiano (n. 1883)
- 1963 - Marco Torrès, ginnasta francese (n. 1888)
- 1964 - Andrea Finocchiaro Aprile, politico italiano (n. 1878)
- 1964 - Jack Teagarden, trombonista e cantante statunitense (n. 1905)
- 1964 - Eugen Wiskovský, fotografo, insegnante e editore ceco (n. 1888)
- 1965 - Telesio Interlandi, giornalista italiano (n. 1894)
- 1965 - Yves Renouard, storico francese (n. 1908)
- 1966 - Abubakar Tafawa Balewa, politico nigeriano (n. 1912)
- 1966 - Heinrich Keimig, pallamanista tedesco (n. 1913)
- 1967 - David Davidovič Burljuk, scrittore, pittore e giornalista russo (n. 1882)
- 1967 - Lois Meredith, attrice statunitense (n. 1897)
- 1967 - Annibale Ninchi, attore e drammaturgo italiano (n. 1887)
- 1968 - Alberto Denti di Pirajno, medico, funzionario e scrittore italiano (n. 1886)
- 1968 - Filippo Gagliardi, imprenditore e filantropo italiano (n. 1912)
- 1968 - Leopold Infeld, fisico polacco (n. 1898)
- 1968 - Bill Masterton, hockeista su ghiaccio canadese (n. 1938)
- 1968 - Hein ter Poorten, generale olandese (n. 1887)
- 1969 - Walter Henneberger, scacchista svizzero (n. 1883)
- 1969 - Mario Ruccione, compositore italiano (n. 1911)
- 1969 - Theodor Werner, pittore tedesco (n. 1886)
- 1969 - J. Dover Wilson, critico letterario e anglista britannico (n. 1881)
- 1969 - Alberto de' Stefani, economista e politico italiano (n. 1879)
- 1970 - Louis Fischer, giornalista statunitense (n. 1896)
- 1970 - Lea Goldberg, traduttrice e scrittrice israeliana (n. 1911)
- 1970 - Giuseppe Gorla, politico italiano (n. 1895)
- 1970 - Ivan Lamby, velista svedese (n. 1865)
- 1970 - Armando Lauro, calciatore italiano (n. 1900)
- 1970 - Leonel Rugama, poeta e rivoluzionario nicaraguense (n. 1949)
- 1970 - Riichi Sekiyama, giocatore di go giapponese (n. 1909)
- 1971 - Félix Balyu, calciatore belga (n. 1891)
- 1971 - John Dall, attore statunitense (n. 1920)
- 1971 - John Lyons, hockeista su ghiaccio statunitense (n. 1900)
- 1971 - Robert W. McNair, militare canadese (n. 1919)
- 1971 - Felice Soldini, calciatore svizzero (n. 1915)
- 1972 - Aristide Isotta, insegnante e scrittore svizzero (n. 1908)
- 1972 - Oddo Marinelli, avvocato, politico e giornalista italiano (n. 1888)
- 1972 - Miela Reina, artista e pittrice italiana (n. 1935)
- 1973 - Coleman Francis, regista, attore e produttore cinematografico statunitense (n. 1919)
- 1973 - John C. Lee, militare statunitense (n. 1918)
- 1973 - William McIntosh, calciatore scozzese (n. 1879)
- 1973 - Lucio Ridenti, attore e giornalista italiano (n. 1895)
- 1974 - Charles Rosher, direttore della fotografia inglese (n. 1885)
- 1975 - Eugen Diebold, calciatore svizzero (n. 1907)
- 1975 - Ernest Koliqi, scrittore, poeta e drammaturgo albanese (n. 1903)
- 1975 - Raffaele Manardi, bobbista italiano (n. 1913)
- 1975 - Shōjirō Sugimura, calciatore giapponese (n. 1905)
- 1976 - Albino Manca, scultore italiano (n. 1897)
- 1977 - Hans Alser, tennistavolista svedese (n. 1942)
- 1977 - Giuseppe Caronia, politico e pediatra italiano (n. 1884)
- 1977 - Giulio Alfredo Maccacaro, medico, biologo e partigiano italiano (n. 1924)
- 1977 - Gustaf Mattsson, mezzofondista e siepista svedese (n. 1893)
- 1977 - Primo Savani, avvocato, politico e partigiano italiano (n. 1897)
- 1978 - Giulio De Benedetti, giornalista italiano (n. 1890)
- 1979 - Paul Conrath, generale tedesco (n. 1896)
- 1979 - Charles W. Morris, semiologo e filosofo statunitense (n. 1901)
- 1979 - Jean-Baptiste Urrutia, arcivescovo cattolico e missionario francese (n. 1901)
- 1979 - Yang Zhongjian, paleontologo cinese (n. 1897)
- 1980 - Herbert Olivecrona, chirurgo svedese (n. 1891)
- 1980 - Gioacchino Pedicini, vescovo cattolico italiano (n. 1883)
- 1981 - Riccardo Bonometti, calciatore italiano (n. 1910)
- 1981 - Doug Livingstone, allenatore di calcio e calciatore scozzese (n. 1898)
- 1981 - Hugo Plomteux, linguista belga (n. 1939)
- 1981 - Zeno Saltini, presbitero italiano (n. 1900)
- 1982 - Stewart Barrett, pallanuotista irlandese (n. 1901)
- 1982 - Marcel Francisci, mafioso e politico francese (n. 1919)
- 1982 - Giorgio Sallustio Rossi, pittore e decoratore italiano (n. 1891)
- 1983 - Aldo Calò, scultore italiano (n. 1910)
- 1983 - Ernst Fuchs, teologo tedesco (n. 1903)
- 1983 - Ernst Erich Noth, scrittore tedesco (n. 1909)
- 1983 - Meyer Lansky, mafioso russo (n. 1902)
- 1983 - Shepperd Strudwick, attore statunitense (n. 1907)
- 1984 - Angelo Bedini, calciatore italiano (n. 1905)
- 1984 - Titus Burckhardt, filosofo svizzero (n. 1908)
- 1984 - Fazıl Küçük, giornalista e politico cipriota (n. 1906)
- 1985 - Đuka Agić, calciatore jugoslavo (n. 1906)
- 1985 - Salvador Cardona, ciclista su strada spagnolo (n. 1901)
- 1985 - Martin Dzúr, generale e politico cecoslovacco (n. 1919)
- 1985 - Romildo Mercatelli, calciatore italiano (n. 1901)
- 1985 - Puccio Pucci, mezzofondista e dirigente sportivo italiano (n. 1904)
- 1985 - Josef Sedláček, calciatore cecoslovacco (n. 1893)
- 1985 - Josef Sedláček, calciatore cecoslovacco (n. 1912)
- 1986 - Knut Brynildsen, calciatore norvegese (n. 1917)
- 1987 - Ray Bolger, attore statunitense (n. 1904)
- 1987 - Mark Borisovič Mitin, filosofo e storico sovietico (n. 1901)
- 1987 - Aníbal Muñoz Duque, cardinale e arcivescovo cattolico colombiano (n. 1908)
- 1988 - Piermarcello Farinelli, rugbista a 15, allenatore di rugby a 15 e medico italiano (n. 1917)
- 1988 - Seán MacBride, politico irlandese (n. 1904)
- 1989 - Madeline e Marion Fairbanks, attrice statunitense (n. 1900)
- 1989 - Helen Logan, sceneggiatrice statunitense (n. 1906)
- 1990 - František Douda, pesista e discobolo cecoslovacco (n. 1908)
- 1990 - Gordon Jackson, attore scozzese (n. 1923)
- 1990 - Gabriel Estavao Monjane, circense mozambicano (n. 1944)
- 1990 - William O'Neal, criminale statunitense (n. 1949)
- 1990 - Hannah Washington, attrice statunitense (n. 1923)
- 1991 - Livio Gratton, astrofisico italiano (n. 1910)
- 1992 - Ennio Cervellati, partigiano e politico italiano (n. 1906)
- 1992 - Giuseppe Giliberti, politico italiano (n. 1919)
- 1992 - Fritz Kraatz, hockeista su ghiaccio e dirigente sportivo svizzero (n. 1906)
- 1992 - Dee Murray, musicista britannico (n. 1946)
- 1993 - Alfredo Bovet, ciclista su strada e pistard italiano (n. 1909)
- 1993 - Sammy Cahn, paroliere e musicista statunitense (n. 1913)
- 1993 - Pepita Ferrer Lucas, scacchista spagnola (n. 1938)
- 1993 - Henry Iba, allenatore di pallacanestro statunitense (n. 1904)
- 1994 - Camillo Campana, artista, pittore e scultore italiano (n. 1922)
- 1994 - Gabriel-Marie Garrone, cardinale e arcivescovo cattolico francese (n. 1901)
- 1994 - Martin Kosleck, attore tedesco (n. 1904)
- 1994 - Harry Nilsson, cantautore e musicista statunitense (n. 1941)
- 1995 - Filippo Gaja, giornalista e scrittore italiano (n. 1926)
- 1996 - Les Baxter, compositore, direttore d'orchestra e arrangiatore statunitense (n. 1922)
- 1996 - Helle Busacca, poetessa e pittrice italiana (n. 1915)
- 1996 - Manfred Börner, fisico tedesco (n. 1929)
- 1996 - Richard Cobb, storico e saggista britannico (n. 1917)
- 1996 - Giancarlo Muratori, autore televisivo e doppiatore italiano (n. 1958)
- 1996 - Moshoeshoe II del Lesotho, re lesothiano (n. 1938)
- 1997 - Gigi Restagno, musicista e disc jockey italiano (n. 1957)
- 1997 - Fabio Rinaudo, giornalista, critico cinematografico e sceneggiatore italiano (n. 1930)
- 1998 - Georg Eisler, pittore austriaco (n. 1928)
- 1998 - Gennadij Vasil'evič Kolbin, politico sovietico (n. 1927)
- 1998 - Duncan McNaughton, altista canadese (n. 1910)
- 1998 - Gulzarilal Nanda, politico indiano (n. 1898)
- 1998 - Ahmed Oudjani, calciatore algerino (n. 1937)
- 1998 - Marcello Rossi, baritono italiano (n. 1913)
- 1998 - Boris Tatušin, calciatore e allenatore di calcio sovietico (n. 1933)
- 1998 - Junior Wells, armonicista statunitense (n. 1934)
- 1999 - John Baker Saunders, musicista statunitense (n. 1954)
- 1999 - Lars Glassér, canoista svedese (n. 1925)
- 1999 - Tullio Vecchietti, politico, partigiano e giornalista italiano (n. 1914)
- 1999 - George Șerban, politico e giornalista rumeno (n. 1954)
- 2000 - Yves Mariot, calciatore francese (n. 1948)
- 2000 - Vincenzo Monaldi, calciatore e allenatore di calcio italiano (n. 1915)
- 2000 - Annie Palmen, cantante olandese (n. 1926)
- 2000 - Željko Ražnatović, militare, agente segreto e criminale serbo (n. 1952)
- 2000 - Bruce Seven, regista e produttore cinematografico statunitense (n. 1946)

## XXI secolo(164)
- 2001 - Alex Blignaut, pilota automobilistico sudafricano (n. 1932)
- 2001 - Margit Nagy-Sándor, ginnasta ungherese (n. 1921)
- 2002 - Jean Dockx, calciatore belga (n. 1941)
- 2002 - David Mayer Epstein, compositore, direttore d'orchestra e musicologo statunitense (n. 1930)
- 2002 - Miguel Flores, calciatore cileno (n. 1920)
- 2002 - Tomislav Kaloperović, calciatore e allenatore di calcio jugoslavo (n. 1932)
- 2002 - Erhard Minder, pentatleta svizzero (n. 1925)
- 2002 - José María Sánchez Silva, scrittore spagnolo (n. 1911)
- 2002 - Jozef Smits, pallanuotista belga (n. 1930)
- 2003 - Robert John Braidwood, archeologo e antropologo statunitense (n. 1907)
- 2003 - Doris Fisher, cantautrice statunitense (n. 1915)
- 2003 - Vivi-Anne Hultén, pattinatrice artistica su ghiaccio svedese (n. 1911)
- 2003 - Antonello Satta, giornalista e scrittore italiano (n. 1929)
- 2004 - Pelaheja Andriïvna Rajko, pittrice ucraina (n. 1928)
- 2004 - André Barrais, cestista francese (n. 1920)
- 2004 - Stojčo Vasilev Breskovski, paleontologo bulgaro (n. 1934)
- 2004 - Delia Scala, attrice e ballerina italiana (n. 1929)
- 2004 - Attila Timár-Geng, cestista ungherese (n. 1924)
- 2005 - Laura Alvini, clavicembalista e pianista italiana (n. 1946)
- 2005 - Victoria de los Ángeles, soprano spagnolo (n. 1923)
- 2005 - Deem Bristow, attore e doppiatore statunitense (n. 1947)
- 2005 - Mino Durand, giornalista italiano (n. 1936)
- 2005 - Elizabeth Janeway, scrittrice e critica letteraria statunitense (n. 1913)
- 2005 - Ruth Warrick, attrice statunitense (n. 1916)
- 2006 - Jabir III al-Ahmad al-Jabir Al Sabah, emiro kuwaitiano (n. 1926)
- 2006 - Ermenegildo Andrian, calciatore e allenatore di calcio italiano (n. 1920)
- 2006 - Philip Grierson, numismatico e storico britannico (n. 1910)
- 2006 - George Worth, schermidore statunitense (n. 1915)
- 2007 - Awad Hamed al-Bandar, magistrato e politico iracheno (n. 1945)
- 2007 - Bill Brown, cestista statunitense (n. 1922)
- 2007 - Efisio Corrias, carabiniere, politico e dirigente sportivo italiano (n. 1911)
- 2007 - Anita Falcidieno, cestista italiana (n. 1916)
- 2007 - Barzan Ibrahim al-Tikriti, agente segreto iracheno (n. 1951)
- 2007 - Francesco Mazzoni, filologo italiano (n. 1925)
- 2007 - Alessandra Nibbi, egittologa italiana (n. 1923)
- 2007 - René Riffaud, militare francese (n. 1898)
- 2007 - Manfred Rulffs, canottiere tedesco (n. 1935)
- 2007 - Colin Thurston, produttore discografico britannico (n. 1947)
- 2007 - David Vanole, allenatore di calcio, calciatore e giocatore di calcio a 5 statunitense (n. 1963)
- 2008 - Roger Anger, architetto francese (n. 1923)
- 2008 - Domenico Massa, ciclista su strada italiano (n. 1917)
- 2008 - Davide Peiretti, pittore e liutaio italiano (n. 1933)
- 2008 - Brad Renfro, attore statunitense (n. 1982)
- 2008 - Artëm Fëdorovič Sergeev, generale sovietico (n. 1921)
- 2008 - Robert Vance Bruce, storico statunitense (n. 1923)
- 2009 - Ismael Mafra Cabral, calciatore brasiliano (n. 1938)
- 2009 - Maurice Chappaz, poeta e scrittore svizzero (n. 1916)
- 2009 - Olivier Clément, teologo francese (n. 1921)
- 2009 - Veronika Dudarova, direttrice d'orchestra sovietica (n. 1916)
- 2009 - Mario Mastria, doppiatore italiano (n. 1920)
- 2009 - Luigi Naddeo, compositore e musicista italiano (n. 1934)
- 2009 - Leo Rwabdogo, pugile ugandese (n. 1949)
- 2009 - Tapan Sinha, regista indiano (n. 1924)
- 2009 - Craig Stimac, giocatore di baseball statunitense (n. 1954)
- 2010 - Othmar Barth, architetto italiano (n. 1927)
- 2010 - Karl Giesser, calciatore austriaco (n. 1928)
- 2010 - Dirk Naudé, rugbista a 15 sudafricano (n. 1953)
- 2010 - Marshall Warren Nirenberg, biochimico statunitense (n. 1927)
- 2011 - Franco Di Majo, ingegnere italiano (n. 1910)
- 2011 - Adriano Guerra, giornalista italiano (n. 1926)
- 2011 - Nat Lofthouse, calciatore e allenatore di calcio britannico (n. 1925)
- 2011 - Wiebe Wolters, nuotatore e pallanuotista singaporiano (n. 1932)
- 2011 - Susannah York, attrice britannica (n. 1939)
- 2012 - Mika Ahola, pilota motociclistico finlandese (n. 1974)
- 2012 - Terry Dolan, cantante, cantautore e chitarrista statunitense (n. 1943)
- 2012 - Claes Egnell, pentatleta e tiratore a segno svedese (n. 1916)
- 2012 - Manuel Fraga Iribarne, politico spagnolo (n. 1922)
- 2012 - Carlo Fruttero, scrittore, traduttore e curatore editoriale italiano (n. 1926)
- 2012 - Evgenij Ginzburg, regista sovietico (n. 1945)
- 2012 - Ėduard Ivanov, hockeista su ghiaccio sovietico (n. 1938)
- 2012 - Matteo La Grua, presbitero italiano (n. 1914)
- 2012 - Nanni Ricordi, produttore discografico e direttore artistico italiano (n. 1932)
- 2013 - Giorgio Alverà, bobbista italiano (n. 1943)
- 2013 - Daphne Anderson, attrice, ballerina e cantante britannica (n. 1922)
- 2013 - Margarita di Baden, principessa tedesca (n. 1932)
- 2013 - Chucho Castillo, pugile messicano (n. 1944)
- 2013 - Giovanna Colombi, compositrice e paroliera italiana (n. 1916)
- 2013 - Jean-Bertrand Pontalis, filosofo, psicoanalista e scrittore francese (n. 1924)
- 2013 - Nagisa Ōshima, regista e sceneggiatore giapponese (n. 1932)
- 2013 - John Thomas, altista statunitense (n. 1941)
- 2014 - Gianni Caleffi, calciatore italiano (n. 1937)
- 2014 - George Chalhoub, cestista egiziano (n. 1931)
- 2014 - John Dobson, astronomo e divulgatore scientifico statunitense (n. 1915)
- 2014 - José de Jesús García Ayala, vescovo cattolico messicano (n. 1910)
- 2014 - Francesco Loperfido, politico italiano (n. 1923)
- 2014 - Cassandra Lynn, modella statunitense (n. 1979)
- 2014 - Gennadij Matveev, allenatore di calcio e calciatore sovietico (n. 1937)
- 2014 - Connie O'Connor, cestista e giocatore di baseball statunitense (n. 1923)
- 2014 - Carlo Simonigh, pistard italiano (n. 1936)
- 2014 - Antonino Zaniboni, politico italiano (n. 1945)
- 2015 - Ludmila Brožová-Polednová, magistrato cecoslovacco (n. 1921)
- 2015 - Ervin Drake, paroliere statunitense (n. 1919)
- 2015 - Kim Fowley, cantante, musicista e produttore discografico statunitense (n. 1939)
- 2015 - Giovanni Lo Porto, blogger italiano (n. 1977)
- 2015 - Valerij Rodčenko, regista sovietico (n. 1938)
- 2015 - Chikao Ōtsuka, doppiatore giapponese (n. 1929)
- 2016 - Noreen Corcoran, attrice statunitense (n. 1943)
- 2016 - Anil Ganguly, regista e sceneggiatore indiano (n. 1933)
- 2016 - Rex Morgan, cestista e allenatore di pallacanestro statunitense (n. 1948)
- 2016 - Sergio Vacchi, pittore italiano (n. 1925)
- 2016 - Manuel Velázquez, calciatore spagnolo (n. 1943)
- 2017 - Elio Giorgi, calciatore italiano (n. 1931)
- 2017 - Kosima Kosmo, scultrice, ceramista e pittrice italiana (n. 1926)
- 2017 - Erwin Obermair, astronomo austriaco (n. 1946)
- 2017 - Angelo Persichilli, flautista italiano (n. 1939)
- 2017 - Jimmy Snuka, wrestler figiano (n. 1943)
- 2017 - Jan Szczepański, pugile polacco (n. 1939)
- 2017 - Greg Trooper, cantautore statunitense (n. 1956)
- 2018 - Carl Emil Christiansen, calciatore danese (n. 1937)
- 2018 - Pier Luigi Corbari, dirigente sportivo italiano (n. 1946)
- 2018 - Carlo Dimai, bobbista italiano (n. 1935)
- 2018 - Joachim Gnilka, teologo e biblista tedesco (n. 1928)
- 2018 - Edwin Hawkins, pianista, compositore e direttore di coro statunitense (n. 1943)
- 2018 - Mathilde Krim, biologa e filantropa statunitense (n. 1926)
- 2018 - Karl-Heinz Kunde, ciclista su strada tedesco (n. 1938)
- 2018 - Dolores O'Riordan, cantautrice e musicista irlandese (n. 1971)
- 2018 - Ökrös Oszkár, musicista ungherese (n. 1957)
- 2018 - Terje Skarsfjord, allenatore di calcio norvegese (n. 1942)
- 2019 - Jorma Aalto, funzionario e politico finlandese (n. 1935)
- 2019 - Pietro Cappellino, calciatore italiano (n. 1934)
- 2019 - Carol Channing, attrice e cantante statunitense (n. 1921)
- 2019 - Giuseppe De Chirico, tiratore a segno italiano (n. 1934)
- 2019 - Luis Grajeda, cestista messicano (n. 1937)
- 2020 - Chris Darrow, cantautore e polistrumentista statunitense (n. 1944)
- 2020 - Rocky Johnson, wrestler e pugile canadese (n. 1944)
- 2020 - Giorgio Longo, politico italiano (n. 1924)
- 2020 - Bruno Nettl, antropologo e etnomusicologo ceco (n. 1930)
- 2020 - Mike Wheeler, velocista britannico (n. 1935)
- 2021 - Geoff Barnett, allenatore di calcio e calciatore inglese (n. 1946)
- 2021 - Vicente Cantatore, calciatore e allenatore di calcio argentino (n. 1935)
- 2021 - Rosalind Cartwright, neuroscienziata statunitense (n. 1922)
- 2021 - Alberto Malavasi, calciatore italiano (n. 1936)
- 2021 - Paola Veneroni, attrice e doppiatrice italiana (n. 1922)
- 2021 - Mihajlo Vuković, cestista e allenatore di pallacanestro jugoslavo (n. 1944)
- 2022 - Rink Babka, discobolo statunitense (n. 1936)
- 2022 - Nino Cerruti, stilista e imprenditore italiano (n. 1930)
- 2022 - Joe Hall, cestista e allenatore di pallacanestro statunitense (n. 1928)
- 2022 - Renato Lodi, generale italiano (n. 1923)
- 2022 - Ramazan Rragami, calciatore e allenatore di calcio albanese (n. 1944)
- 2023 - Leonid Barbier, nuotatore sovietico (n. 1937)
- 2023 - Joe Buzzetta, pilota automobilistico statunitense (n. 1936)
- 2023 - Jane Cederqvist, nuotatrice svedese (n. 1945)
- 2023 - Giannetto Congeddu, politico italiano (n. 1935)
- 2023 - Vakhtang Kikabidze, cantante, attore e politico georgiano (n. 1938)
- 2023 - George McLeod, cestista statunitense (n. 1931)
- 2023 - Mursal Nabizada, attivista e politica afghana (n. 1993)
- 2023 - Ruslan Otverčenko, cestista ucraino (n. 1990)
- 2024 - Denis Connaghan, calciatore scozzese (n. 1945)
- 2024 - Italo Corradino, calciatore italiano (n. 1931)
- 2024 - Dana Ghia, attrice e cantante italiana (n. 1932)
- 2024 - Sossio Giametta, filosofo, traduttore e giornalista italiano (n. 1929)
- 2024 - Jorge Griffa, calciatore argentino (n. 1935)
- 2024 - Dror Kashtan, calciatore e allenatore di calcio israeliano (n. 1944)
- 2024 - Víctor Ojeda, cestista e allenatore di pallacanestro portoricano (n. 1939)
- 2024 - Uno Palu, atleta estone (n. 1933)
- 2024 - Ronald Powell, giocatore di football americano statunitense (n. 1991)
- 2025 - Anna Maria Ackermann, attrice italiana (n. 1932)
- 2025 - Paul Danan, attore e personaggio televisivo britannico (n. 1978)
- 2025 - Aldo Dorigo, calciatore italiano (n. 1929)
- 2025 - Diane Langton, attrice, cantante e ballerina britannica (n. 1944)
- 2025 - Roberto Malquori, artista italiano (n. 1929)
- 2025 - Melba Montgomery, cantautrice statunitense (n. 1938)
- 2025 - Jeannot Szwarc, regista, sceneggiatore e produttore televisivo francese (n. 1939)
- 2025 - Gus Williams, cestista statunitense (n. 1953)

## Senza anno specificato(1)
- Malardo di Chartres, vescovo franco